# Бреге (Мекленбург-Западна Померанија)
Бреге (њем. Breege) општина је у њемачкој савезној држави Мекленбург-Западна Померанија. Једно је од 42 општинска средишта округа Риген. Према процјени из 2010. у општини је живјело 764 становника. Посједује регионалну шифру (AGS) 13061006.

## Географски и демографски подаци
Бреге се налази у савезној држави Мекленбург-Западна Померанија у округу Риген. Општина се налази на надморској висини од 2 метра. Површина општине износи 16,0 km². У самом мјесту је, према процјени из 2010. године, живјело 764 становника. Просјечна густина становништва износи 48 становника/km².